# Хандон Іван Михайлович
Іван Михайлович Хандон (10 червня 1911, с. Корчин, нині Львівська область — 22 червня 1989, там само) — український художник, громадський діяч, учасник українського визвольного руху. Член ОУН.

## Життєпис
Іван Хандон народився 10 червня 1911 року в селі Корчині (нині Сколівська громада, Стрийський район, Львівська область, Україна).
Мав середню освіту. Діяльний в українських спортивних та просвітницьких організаціях, серед яких «Пласт», «Сокіл», «Рідна школа» та «Просвіта».
У 1930-х роках доєднався до Організації українських націоналістів. Під час служби в саперних військах польської армії здобув необхідний досвід, який допоміг йому стати бойовим референтом ОУН у Корчині. Пізніше — член повітового проводу ОУН. Неодноразово зазнавав арешту з боку польської поліції. У 1933 та 1936 роках двічі відбував терміни ув'язнення тюрмах Львова та Стрия.
27 липня 1940 року заарештований Сколівським районним відділенням НКВС (ст. 54-2, 54-11 Кримінального кодексу УРСР. 4 листопада 1940 року, Львівський обласний суд виніс вирок: 10 років у виправно-трудових таборах та додатково 5 років обмеження в правах. Покарання Хандон відбував у Воркутинському виправно-трудовому таборі, де працював на вугільній шахті. У 1948 році переведений до Воркутинського спеціального табору № 6 — Речлаґу. 21 липня 1950 року був звільнений, але направлений на спецпоселення до міста Красноярська. Звільнений 12 квітня 1956 року. У 1959 році повернувся додому.
1974 року закінчив факультет образотворчого мистецтва Заочного народного університету мистецтв.
Помер 22 червня 1989 року в рідному селі, де й похований. Реабілітований 1993 року.

## Творчість
В умовах ув'язнення табору Речлаґу (Воркута) Хандон продовжував активно займатися живописом, постійно вдосконалюючи свій талант. Його перша відома робота датована 1947 роком, що свідчить про неперервний творчий шлях митця. Позитивний вплив на розвиток академічного художнього стилю Хандона мав німецький художник Юліус Штюрмер (1915—2011), який також відбував у згаданому таборі з 1948 року. Їхня взаємодія сприяла цінному професійному обміну та інтенсивному розвитку мистецьких навичок Хандона. Збереглася низка пейзажів, натюрмортів, сюжетних композицій та портретів Хандона, написаних у техніках олійного живопису, акварелі та прийомі «сухого пензля»; дизайнерські та мозаїчні роботи.
Посмертно, роботи Хандона завдяки зусиллям його родини представлялися на колективних та персональних виставках у Львові (1989, 1991, 1993, 2006, 2011, 2016), Стрию (1994, 2012), Варшаві (Польща), Корчині (1999) та Моршині (2011).
Окремі роботи зберігаються у фондах Львівського історичного музею.

## Пам'ять
У 2011 році в Національному університеті «Львівська політехніка» було проведено урочистий захід, присвячений 100-річчю від дня народження художника Івана Хандона.
У 2012 році в рідному селі Івана Хандона, у межах Всесвітнього фестивалю українських кредитних спілок, було організовано та проведено пленер художників, присвячений пам'яті Івана Хандона.
У рідному селі на честь Івана Хандона встановлено меморіальну дошку.